# Parantica
Parantica is een geslacht van dagvlinders uit de familie Nymphalidae.

## Soorten
- Parantica aglea - (Stoll, 1782)
- Parantica agleoides - (C. & R. Felder, 1860)
- Parantica albata - (Zinken, 1831)
- Parantica apatela - (Joicey & Talbot, 1925)
- Parantica aspasia - (Fabricius, 1787)
- Parantica cleona - (Stoll, 1782)
- Parantica clinias - (Grose-Smith, 1890)
- Parantica crowleyi - (Jenner Weir, 1894)
- Parantica dabrerai - (Miller & Miller, 1978)
- Parantica dannatti - (Talbot, 1936)
- Parantica davidi - (Schröder, 1976)
- Parantica fuscela - (Parsons, 1989)
- Parantica garamantis - (Godman & Salvin, 1888)
- Parantica hypowattan - (Morishita, 1981)
- Parantica kirbyi - (Grose-Smith, 1894)
- Parantica kuekenthali - (Pagenstecher, 1896)
- Parantica luzonensis - (C. & R. Felder, 1863)
- Parantica marcia - (Joicey & Talbot, 1916)
- Parantica menadensis - (Moore, 1883)
- Parantica melaneus - (Cramer, 1775)
- Parantica melusine - (Grose-Smith, 1894)
- Parantica milagros - (Schröder & Treadaway, 1880)
- Parantica nilgiriensis - (Moore, 1877)
- Parantica pedonga - (Fujioka, 1970)
- Parantica philo - (Grose-Smith, 1895)
- Parantica phyle - (C. & R. Felder, 1863)
- Parantica pseudomelaneus - (Moore, 1883)
- Parantica pumila - (Boisduval, 1859)
- Parantica rotundata - (Grose-Smith, 1890)
- Parantica schenkii - (Koch, 1865)
- Parantica schoenigi - (Jumalon, 1971)
- Parantica sita - (Kollar, 1844)
- Parantica sulewattan - (Fruhstorfer, 1896)
- Parantica swinhoei - (Moore, 1883)
- Parantica taprobana - (C. & R. Felder, 1865)
- Parantica tityoides - (Hagen, 1890)
- Parantica timorica - (Grose-Smith, 1887)
- Parantica toxopei - (Nieuwenhuis, 1969)
- Parantica vitrina - (C. & R. Felder, 1861)
- Parantica wegneri - (Nieuwenhuis, 1960)
- Parantica weiskei - (Rothschild, 1901)